# F5 (film)
 (novembre 2019).
Pour plus de détails, voir Fiche technique et Distribution.
F5 est un moyen métrage dramatique russe de 2012 scénarisé et réalisé par Timofeï Jalnine et dont le sujet est une compétition de danse.

## Scénario
Katia and Galia, deux jeunes étudiantes à l'Institut de la culture de Tcheliabinsk (ou Cheliabinsk), prennent le train afin de se présenter à un festival international de danse, spécialement organisé pour elles et présidé par un célèbre chorégraphe européen. Elles désirent renouveler l'art de la danse et c'est pour cette raison qu'elles ont dénommé leur duo « F5 » en référence à la touche de fonction des PC servant à « rafraîchir » l'écran.
Le premier acte de leur composition, basée sur la légende de Pygmalion et Galatée, se déroule à la perfection. Mais le public, venu pour voir de la "danse disco" selon les dires du duo, les huent. De plus, elles sont déçues en remarquant qu'elles seules présentent un spectacle de danse d'avant-garde. Doutant alors de leur victoire, elles hésitent à présenter le deuxième acte de la chorégraphie et demandent un délai avant de présenter le deuxième acte afin de choisir entre présenter leur performance comme prévu au risque de perdre la compétition ou modifier la chorégraphie afin d'espérer une victoire. Kat, qui interprète Pygmalion, propose alors à Gal de modifier la finale en l'embrassant fougueusement ce qui heurte son amie. Décidées donc d'interpréter leur œuvre comme initialement prévu, elles montent sur scène et, après les derniers pas, "Pygmalion" outrepasse l'accord et embrasse Gal. Celle-ci demeure prostrée, alors que Kat devient hystérique, s'agrippant au rideau de scène.

## Fiche technique
- Titre : F5
- Slogan : We came to win!
- Réalisation : Timofeï Jalnine (en russe : Тимофей ЖАЛНИН)
- Scénario : Timofeï Jalnine
- Image : Anna Rojetskaia (Анна РОЖЕЦКАЯ)
- Décors : Natalia Demianenko (Наталья ДЕМЬЯНЕНКО)
- Chorégraphie : Timofeï Jalnine
- Musique : Anton Tanonov (Антон ТАНОНОВ)
- Genre : drame musical
- Pays :  Russie
- Producteur : Evguenia Braguinets (Евгения БРАГИНЕЦ), Dmitri Jidkov (Дмитрий ЖИДКОВ)
- Production : Université nationale du cinéma et de la télévision de St-Pétersbourg, studio TimoS
- Date de sortie :
  - Russie : juillet 2012
- Durée : 33 minutes

## Distribution
- Daria Barabanova : Katia, "Kat" (Pygmalion)
- Irina Lerman : Galia, "Gal" (Galatée), (sous le nom de Irina Toltchilchtchikova)
- Michael Hudson :
- Michael Gura : l'interviewer
- Vladimir Karpov : Dan

## Commentaires
- Si F5 est visuellement un film sur la danse, c'est également un film sur l'amitié et la loyauté.
- Les deux amies sont tout en vitalité. Les scènes de danse sont exécutées avec fougue et vigueur et, quand elles ne dansent pas, elles semblent ne savoir vivre qu'en courant.
- Afin d'accentuer son côté masculin, Katia, l'actrice qui joue le rôle de Pygmalion, a les cheveux coupés au ras du crâne. Cependant, pour démontrer qu'elle est bien une femme, elle laisse un de ses seins sortir de son costume de danse à la fin de son exhibition.

## Prix et récompenses
- 2012
  - Festival ouvert de films d'écoles de cinéma "Le Début" à Saint-Pétersbourg (Russie)
    - Meilleure réalisation
    - Meilleurs décors
    - Meilleur rôle féminin : Daria Barabanova et Irina Toltchilchtchikova
    - Prix spécial

  - Festival-atelier international des films d'écoles Kinoproba, Ekaterinbourg (Russie) : Grand prix
- 2013 : Festival ouvert des films d'étudiants et de débutants «Sainte Anne», Moscou (Russie)
  - Meilleur film de fiction
  - Meilleure image : Anna Rojetskaia

## Sélections aux festivals
- 2012
  - Festival-atelier international des films d'écoles Kinoproba, Ekaterinbourg
  - Festival des courts métrages ARTkino (ru), Moscou
  - Festival international du film de Moscou
  - Message to Man : Festival international du documentaire, court-métrage et film d'animation, Saint Pétersbourg
  - Festival ouvert de films d'écoles de cinéma "Le Début" à Saint Pétersbourg
- 2013
  - Rencontre avec le cinéma contemporain russe à Mons (Belgique)
  - Festival ouvert des films d'étudiants et de débutants Sainte Anne, Moscou
  - Festival de Cannes : projection dans le cadre du programme des films des réalisateurs-étudiants

## Le réalisateur
Timofey Zhalnin est né à Novokouznetsk, (région de Kemerovo) en 1981. En 2000, il crée le studio de théâtre expérimental Louksorr dont il est le directeur et régisseur jusqu'en 2007, année où il entre à l'Université nationale de cinéma et télévision (SPBTUKiT) de Saint-Pétersbourg dans la section "réalisation de cinéma de fiction". F5 est son cinquième court-métrage.